# Катастрофа C-131 в Мюнхене
Катастрофа C-131 в Мюнхене — авиационная катастрофа самолёта Convair C-131D Samaritan американских ВВС, произошедшая во время сочельника в субботу 17 декабря 1960 года в Мюнхене, при этом погибли 52 человека. На то время это была крупнейшая авиакатастрофа в стране.

## Самолёт
Convair C-131D Samaritan с регистрационным номером 55-0291 (заводской — 212) был выпущен в 1955 году и представлял собой военную версию достаточно удачных самолётов Convair CV-340, из-за чего заводское обозначение данной модели было CV-340-79. Пассажировместимость салона составляла 44 места. Был оборудован двумя поршневыми двигателями Pratt & Whitney R-2800.

## Катастрофа
Самолёт выполнял полёт по маршруту Лондон — Мюнхен — Лондон. Первая часть полёта была выполнена нормально, после чего экипаж начал готовиться к выполнению обратного рейса — 291. Из Лондона самолёт вылетел с полным баком, а остаток по прибытии в Мюнхен был ещё достаточен для выполнения обратного полёта, поэтому дозаправка не проводилась. В 14:05 с 13 пассажирами и 7 членами экипажа на борту (поначалу пресса указывала 17 пассажиров и 3 членов экипажа) «Конвэйр» вылетел из Мюнхенского аэропорта. Но почти сразу отказал один из двигателей, поэтому пилоты приняли решение возвращаться в аэропорт, при этом из-за недостаточной тяги самолёт не мог набрать высоту. Самолёт начал выполнять разворот над центром города, но в 14:10, пролетая над церковью Святого Павла, он врезался в шпиль её башни с часами, после чего, потеряв скорость, рухнул на улицу Мартин-Грейф-Штрассе (нем. Martin-Greif-Straße) прямо на проезжающий в это время трамвай и взорвался. Пожарные службы города в течение 30 минут потушили пожар, однако все 20 человек на борту самолёта погибли. Кроме того, погибли ещё 32 человека (по некоторым данным — 33) на земле, то есть всего жертвами катастрофы стали 52 человека. На то время это была крупнейшая авиационная катастрофа на территории Германии, пока в 1972 году её не превзошла втрое катастрофа в Кёнигс-Вустерхаузене (156 погибших).

## Причины
Расследованием происшествия занималась немецко-американская комиссия, которая установила, что непосредственной причиной катастрофы стал отказ двигателя, который был вызван загрязнением топлива водой. Полёт из Лондона длился три с лишним часа, а затем была достаточно продолжительная стоянка в Мюнхене. Так как вода более плотная, чем топливо, то она оказалась внизу топливных баков, где начала замерзать. Во время взлёта образовавшийся лёд закупорил выходные отверстия, из-за чего топливо перестало поступить в двигатель.